# Centre de vol spatial Marshall
Le centre de vol spatial Marshall (George C. Marshall Space Flight Center - MSFC) est un des principaux établissements de l'agence spatiale civile américaine, la NASA, situé dans l'Arsenal de Redstone, à Huntsville (Alabama). Ses missions principales sont centrées sur le programme spatial habité. Le centre conçoit et réalise des lanceurs et leurs systèmes de propulsion à ergols liquides, développe les composants de la Station spatiale internationale. On y entraine les astronautes. Marshall assure la gestion de moyens informatiques et contrôle le réseau informatique de la NASA.

## Historique

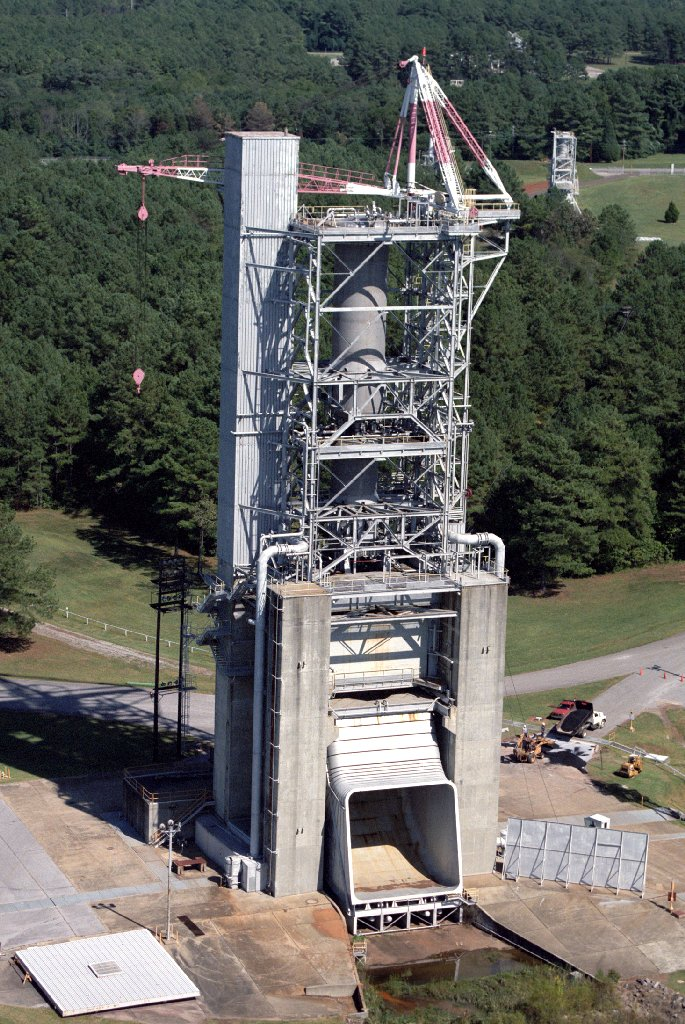
Banc d'essai du moteur-fusée F-1.

Marshall est initialement un centre de développement de missiles sol-sol de l'Armée de Terre, le Redstone Arsenal, qui rassemble les ingénieurs et techniciens allemands spécialistes des fusées, exfiltrés par les américains après la défaite du régime nazi et placés sous la direction de Wernher von Braun. Ceux-ci développent les premiers missiles à courte et moyenne portée de l'Armée puis les premiers lanceurs américains comme Juno I qui place en orbite le premier satellite artificiel américain Explorer 1. Intégré en 1956 dans l'Army Ballistic Missile Agency, le centre devient en 1960 un des centres de l'agence spatiale civile américaine, la NASA tout juste fondée. Dans le cadre du programme Apollo, les équipes de von Braun, responsable du centre de 1960 à 1970, ont pour mission de développer le lanceur géant Saturn V avec ses deux prédécesseurs Saturn I et Saturn IB ainsi que le rover lunaire. Dans les années 1970, Marshall développe la première station spatiale américaine Skylab, ultime réalisation du programme Apollo qui accueille des équipages de 1973 à 1974. Durant la décennie 1970, le programme d'astronomie spatiale High Energy Astronomy Observatory est placé sous sa responsabilité et aboutit à la réalisation de trois observatoires spatiaux à l'origine de nombreuses premières. Marshall joue un rôle central dans le projet de la navette spatiale américaine qui débute en 1972 en pilotant la conception de la propulsion de la navette, des propulseurs d'appoint et du réservoir externe. Le centre est choisi pour gérer le programme du télescope spatial Hubble dont la conception débute également dans les années 1970.

## Activité
L'activité du centre Marshall est depuis sa création centrée sur le programme spatial habité de la NASA. À ce titre, elle joue un rôle central dans le développement du futur lanceur lourd Space Launch System conçu pour lancer des missions avec équipage au-delà de l'orbite terrestre basse et dont le premier vol a eu lieu le 16 novembre 2022 dans le cadre de la mission Artemis I. Le centre joue également un rôle important dans la gestion de l'activité de la Station spatiale internationale en entrainant ses équipages et en concevant des expériences scientifiques de microgravité. Marshall est un des principaux centres de l'agence spatiale civile américaine, la NASA. Il dispose en 2016 d'un budget de 1,71 milliard US $ (budget total de la NASA 18 milliards $) et emploie directement 2 500 personnes. Son activité induit environ 38 000 emplois dont 22 000 dans le comté de Madison.

## Équipements
- Banc d'essais de moteur-fusée 4670[4]

## Programmes
- Programme Lunar Precursor Robotic (LPRP)

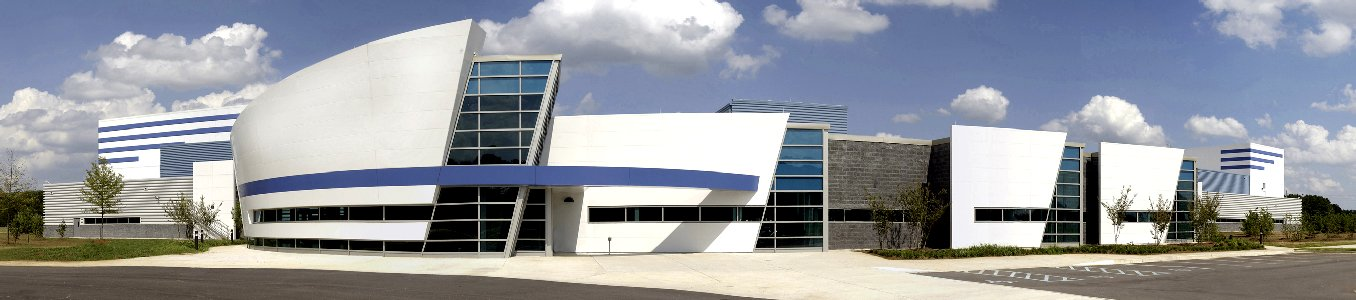
Le Propulsion Research Laboratory au MSFC

- Programme Discovery
- Programme Lunar Quest
- Programme New Frontiers